# Les Cinq Diables
Pour plus de détails, voir Fiche technique et Distribution.
Les Cinq Diables est un film français coécrit et réalisé par Léa Mysius, sorti en 2022. Il met en vedette Adèle Exarchopoulos.
Le film a été présenté au 75e Festival de Cannes, dans la section Quinzaine des réalisateurs.

## Synopsis
Vicky, petite fille de huit ans, a un don : elle a un odorat surdéveloppé et peut reproduire n'importe quelle senteur, qu'elle collectionne dans des bocaux soigneusement étiquetés. C'est une enfant solitaire qui partage un lien très fort – au grand désespoir de Jimmy, son père, pompier – avec Joanne, sa mère, ancienne gymnaste et professeure d'aquagym au complexe sportif des Cinq Diables. Quand Julia, la sœur de son père, récemment libérée de prison, réapparaît dans la vie du couple, Vicky commence à reproduire son odeur et est transportée dans des souvenirs qui l'amènent à découvrir les secrets de son village, de sa famille et de sa propre existence.

## Fiche technique
Sauf indication contraire, les informations mentionnées dans cette section peuvent être confirmées par la base de données cinématographiques IMDb,  présente dans la section « Liens externes ».
- Titre original : Les Cinq Diables
- Réalisation : Léa Mysius
- Scénario : Léa Mysius et Paul Guilhaume
- Photographie : Paul Guilhaume
- Son : Yolande Decarsin
- Décors : Esther Mysius
- Costumes : Rachèle Raoult
- Montage : Marie Loustalot
- Musique : Florencia Di Concilio
- Production : Jean-Louis Livi et Fanny Yvonnet
- Sociétés de production : Trois Brigands Productions et F comme Film, en association avec 3 SOFICA
- Société de distribution : Le Pacte (France)
- Pays de production :  France
- Langue originale : français
- Format : couleur — 35 mm[1] — 2,35:1 — son 5.1
- Genre : drame et fantastique
- Durée : 95 minutes
- Dates de sortie :
  - France : 23 mai 2022 (Festival de Cannes - Quinzaine des réalisateurs)[2],[3] ; 31 août 2022 (sortie nationale)

## Distribution
- Adèle Exarchopoulos : Joanne Soler
- Sally Dramé : Vicky Soler
- Swala Emati : Julia Soler
- Moustapha Mbengue : Jimmy Soler
- Daphné Patakia : Nadine la collègue de Joanne
- Patrick Bouchitey : Jean-Yvon le père de Joanne
- Noée Abita : la serveuse en rollers
- Merwan Rim : le DJ du karaoké

## Production

### Genèse et développement
Il s'agit du second long métrage de la scénariste et réalisatrice Léa Mysius, après Ava (2017), qui écrit le scénario des Cinq Diables avec le directeur de la photographie Paul Guilhaume.
Financé par les sociétés de production Trois Brigands Productions et F comme Film, le film bénéficie également du soutien à la production des régions Auvergne-Rhône-Alpes et Île-de-France, pour un budget total de 3,37 millions d'euros, tandis que Le Pacte distribue le film.

### Tournage
Le tournage, interrompu pour cause de pandémie de Covid-19, recommence le 1er mars 2021 et dure sept semaines,,. Il a lieu dans la région Auvergne-Rhône-Alpes, principalement au Bourg-d'Oisans et au Lac bleu,,, puis en Île-de-France, notamment à la piscine Michel-Beaufort de Bondy, jusqu'au 16 avril.
Tout comme Ava, Les Cinq Diables a été tourné en pellicule 35 mm. « C'était une chose fondatrice pour Léa Mysius sur ce projet. Avec Christophe Bousquet à l'étalonnage nous cherchions une image contrastée, saturée et parfois pop » raconte Paul Guilhaume, chef opérateur du film.

## Accueil

### Critiques
Le film est projeté le 23 mai 2022 à la Quinzaine des réalisateurs, où il est très bien accueilli. Pour le journal Le Monde, c'est « un film puzzle qui tient le spectateur en haleine », tandis que Les Inrocks parle « d'un conte baroque et brûlant ». So Film résume en disant qu'il s'agit d'une « odyssée sensorielle à couper le souffle ».
Du côté des critiques négatives Etienne Sorin note dans le Figaro « Que Léa Mysius coche toutes les cases de la grille woke (homosexualité, féminisme, antiracisme) en scénariste consciencieuse et appliquée est déjà limite, mais la facture kitsch aggrave le cas de ce conte fantastique ».
En France, le site Allociné propose une moyenne des critiques de presse à 3,3/5.

### Box-office
| Pays ou région | Box-office     | Date d'arrêt du box-office | Nombre de semaines |
| -------------- | -------------- | -------------------------- | ------------------ |
| France         | 71 833 entrées | 11 octobre 2022            | 6                  |
| Total mondial  | - $            | -                          | -                  |

## Distinctions

### Nominations
- César 2023 : Meilleurs effets visuels

### Sélection
- Festival de Cannes 2022 : Quinzaine des réalisateurs[2],[3]